# Gurulba
Gurulba (ros. Гурульба) – wieś w Rosji, w Buriacji, w rejonie iwołgińskim. W 2010 liczyła 2707 mieszkańców.